# 朝勃湖
朝勃湖是一个位于中国新疆维吾尔族自治区且末县的湖泊，面积约为15平方千米。